# غويلرمو برييتو
غويلرمو برييتو هو دبلوماسي واقتصادي والمؤرخ الإخباري وشاعر وسياسي مكسيكي، ولد في 10 فبراير 1818 في مدينة مكسيكو في المكسيك، وتوفي بنفس المكان في 2 مارس 1897. نشط حزبياً في الحزب الليبرالي المكسيكي. وقد انتخب Secretary of Finance and Public Credit ‏ (20 يناير 1861 – 5 أبريل 1861) وانتخب Secretary of Finance and Public Credit ‏ (28 يناير 2090 – 5 أغسطس 1858) وانتخب عضو مجلس النواب المكسيك ‏.